# Puerto Cabezas
Puerto Cabezas (anteriormente en inglés Bragman's Bluff; en misquito: Bilwi) es un municipio y una ciudad de la República de Nicaragua, cabecera de la Región Autónoma de la Costa Caribe Norte. 
La ciudad se ubica en la costa norte del mar Caribe de Nicaragua. Es la  ciudad más grande del país en dicha costa. El nombre indígena Bilwi significa literalmente "Hoja de serpiente" en la etnia mayangna.
El municipio así como  toda la región son tierras indígenas. La ciudad de Puerto Cabezas limita con la Comunidad de Diez Comunidades.

## Geografía
El término municipal limita:
- al norte con el municipio de Waspán.
- al sur con el municipio de Prinzapolka.
- al este con el Mar Caribe.
- al oeste con los municipios de Rosita y Waspán.

El municipio es una vasta llanura compuesta por sedimentos terciarios. La planicie presenta un relieve uniforme, sin accidentes topográficos relevantes. Presenta una línea de costa tras la cual hay amplias zonas pantanosas sometidas a inundaciones. La zona es atravesada por numerosos ríos y lagunas.

### Geomorfología
El municipio está cubierto por una franja de sedimentos del mioceno pleistoceno, constituido por areniscas, lutitas y calizas. Las capas superficiales están constituidas principalmente por arena firme en pequeñas cantidades, pómez y arcilla.

## Historia
Su fundación inició 1690 por tres piratas ingleses que le nombraron "Bragman’s Bluff" pero los indígenas misquitos y mayangna siempre le llamaron "Bilwi".
Si bien está ubicado en territorio misquito, el vocablo "Bilwi" significa "muda de culebra o serpiente" es de origen sumo o mayangna, pueblos que tradicionalmente habitaban en el área de los actuales departamentos de Matagalpa y Jinotega pero que fue obligado a emigrar hacia el este por los conquistadores españoles donde entraron en conflicto con los misquitos. Estos se valieron del apoyo de los ingleses en el siglo XVII para surgir como etnia dominante en buena parte del territorio perteneciente a estos; así como en los pertenecientes a los ulwas y ramas.
A pesar de que el propio Cristóbal Colón tocó tierra en el Cabo Gracias a Dios, en la desembocadura del río Coco, no lejos de Bilwi, la ciudad en sí no fue fundada sino hasta el siglo XIX con la llegada de misioneros moravos procedentes de la villa de Herrnhut en Alemania. La explotación forestal y el cultivo del banano ayudaron al crecimiento de la ciudad.
Mediante el Tratado Altamirano-Harrison del 19 de abril de 1905, Gran Bretaña reconoció la soberanía absoluta de Nicaragua sobre la Reserva Mosquitia, quedando desde entonces oficialmente incorporada al resto de Nicaragua como departamento de Zelaya y la ciudad recibió el nombre de "Puerto Cabezas".
La ciudad de Puerto Cabezas fue fundada en el 12 de febrero de 1929 en el territorio conocido como "Bilwi" y lleva el nombre del general Rigoberto Cabezas, quien incorporó la costa atlántica al estado nicaragüense bajo la presidencia de José Santos Zelaya.

Decreto legislativo, aprobado el 12 de febrero de 1929 en la Sala de Sesiones de la Cámara de Diputados – Managua, bajo el gobierno de José María Moncada.
Publicado en La Gaceta – Diario Oficial de Nicaragua, N.º 83 de 15 de abril de 1929.

Establecida en la región llamada Bragman Bluff, una ciudad que se denominará Puerto Cabezas, en lugar de la población indígena de Billway.
En 1961, se reunió aquí un ejército para la invasión de bahía de Cochinos respaldada por los Estados Unidos.
En 1967, gran parte de Puerto Cabezas fue destruida por un incendio.
Durante la guerra de la Contra, la población creció de cinco mil a treinta mil habitantes debido a su importancia militar y a la política de fomento de la colonización que propició el gobierno revolucionario sandinista. El puerto fue un importante punto de llegada para la ayuda militar desde Cuba y la Unión Soviética para el Ejército Popular Sandinista (EPS).
Desde el 21 de junio de 1996 la ciudad se llama oficialmente Bilwi, el municipio sigue siendo Puerto Cabezas.
Bilwi fue afectada por el huracán Félix, el cual, con categoría 5, causó destrucción en las casas de madera el martes 4 de septiembre de 2007, matando a unas 100 personas. El recinto principal de la Universidad de las Regiones Autónomas de la Costa Caribe de Nicaragua (URACCAN), a poca distancia de la ciudad el cual servía de refugio a la gente, también fue destruido por los fuertes vientos de Félix al igual que el techo de la Parroquia católica "San Pedro Apóstol" y varias escuelas dañadas que perdieron sus archivos.
El huracán Eta azotó la ciudad el 3 de noviembre de 2020, causando grandes daños. El 16 de noviembre del mismo año, el huracán Iota azotó la ciudad como una fuerte Categoría 4.

## Demografía
Puerto Cabezas tiene una población actual de 134,535 habitantes. De la población total, el 48.6% son hombres y el 51.4% son mujeres. Casi el 62.6% de la población vive en la zona urbana.

## Clima
La ciudad tiene un clima tropical monzónico (clasificación climática de Köppen: Am) con lluvias significativas durante todo el año y una estación seca corta en marzo y abril. Aun así, estos meses ven una precipitación promedio de 48 y 54 mm. La temperatura promedio varía de 24,5 °C (76,1 °F) en febrero a 27,8 °C (82,0 °F) en mayo. La precipitación media anual es de 2.799 mm, mientras que 198 días reciben lluvia medible durante un año medio.

## Localidades
El municipio está estructurado en 22 barrios en el casco urbano y 63 comunidades en el área rural, distribuidas en 4 sectores, a saber:
- Casco urbano de Bilwi, con 22 barrios.
- Sector Llano Sur: con 18 comunidades.
- Sector Llano Norte: con 16 comunidades.
- Sector Litoral Sur: con 16 comunidades.
- Sector Litoral Norte: con 13 comunidades.

## Economía
La producción agrícola está dedicada básicamente al autoconsumo y a la venta en el mercado local de Bilwi. La extracción de madera es otra de las actividades fundamentales en el municipio, aunque el porcentaje de las utilidades que queda en el nivel local es mínimo. 
El sector pesquero ocupa un lugar privilegiado en la actividad económica, existiendo un gran número de industrias que se dedican a la pesca, procesamiento y comercialización de los recursos faunísticos marinos entre los que destacan los mariscos. La pesca artesanal es llevada a cabo por los habitantes de la costa.
El municipio es también conocido por su puerto, uno de los más importantes del Caribe nicaragüense, impulsando un intercambio comercial en la zona por medio de exportaciones e importaciones.

## Cultura
El idioma oficial del país es el español, también son reconocidos como oficiales para las Regiones Autónomas los idiomas inglés criollo nicaragüense (Nicaraguan Creole English), misquito, sumo o sumu, garífuna y rama.
Cada etnia celebra los eventos propios a su cultura, cada una de ellas conforme a tradiciones culturales y características históricas; así vemos por aparte, fiestas especiales de las etnias como las celebraciones misquitas que les ayuda a preservar la memoria y cultura de sus antepasados. 
Todos los pobladores del municipio coinciden en la identidad nacional y regional durante la celebración anual de la Autonomía, aprobada en Ley por la Asamblea Nacional de Nicaragua en septiembre de 1987.

## Religión
La etnia misquito o miskito –que incluyen a los zambos– es mayoritaria en el municipio, profesa la religión morava, aunque existen grupos pequeños que pertenecen a otras iglesias evangélicas. 
Los criollos se distribuyen en la religión morava, adventista, anglicana y bautista; mientras que, los mestizos son católicos.

## Transporte

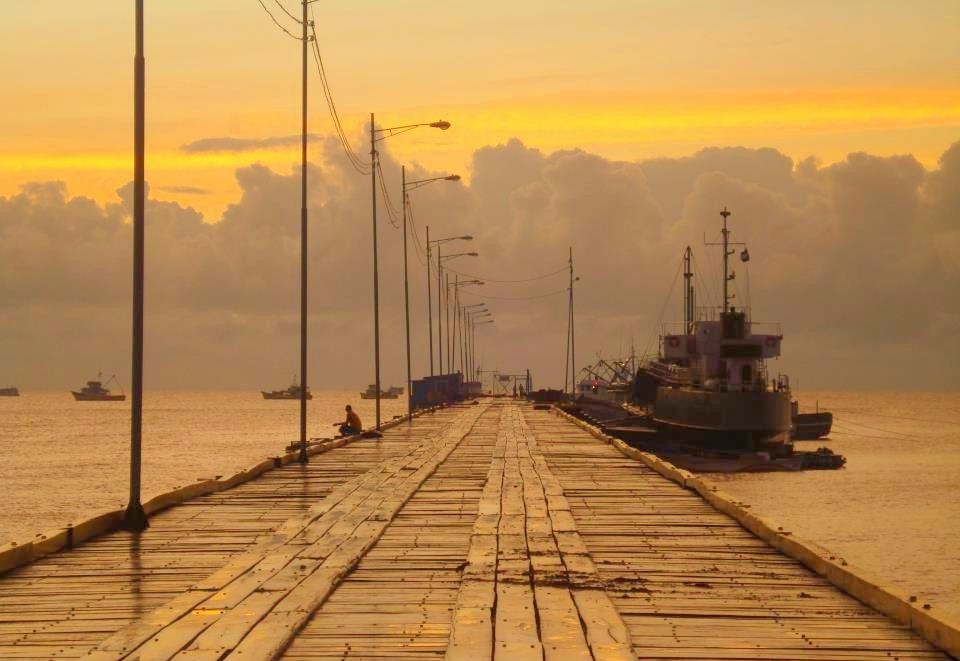
El muelle de Bilwi en la ciudad de Puerto Cabezas, Costa Caribe Norte.

La ciudad de Puerto Cabezas se encuentra el puerto más importante de la costa caribeña de Nicaragua. Sin embargo, no es un puerto natural, pero el puerto consiste en un largo muelle que se adentra 400 metros directamente en el mar. La ciudad es servida por el Aeropuerto de Bilwi, con conexiones diarias desde y hacia Managua. El municipio está atravesado por dos importantes carreteras. Se va desde Puerto Cabezas al oeste hasta el vecino municipio de Rosita y luego a Matagalpa y Managua. El otro va desde Bilwi hacia el noroeste hasta el municipio de Waspán y la frontera de Honduras. No hay camino hacia el sur a lo largo de la costa hasta Prinzapolka, así que tienes que ir en barco.

## Educación
Actualmente hay dos universidades en Puerto Cabezas. Uno es el campus Puerto Cabezas de la Bluefields Indian and Caribbean University (BICU), y el otro es la Universidad de las Regiones Autónomas de la Costa Caribe Nicaragüense (URACCAN).